# مرل کیلگور
مرل کیلگور (انگلیسی: Merle Kilgore؛ ۹ اوت ۱۹۳۴ – ۶ فوریهٔ ۲۰۰۵) یک موسیقی‌دان اهل ایالات متحده آمریکا بود.
از فیلم‌ها یا برنامه‌های تلویزیونی که وی در آن نقش داشته است می‌توان به نشویل اشاره کرد.